# Friedrich von Bülow (Schauspieler)
Friedrich Wilhelm Graf von Bülow (* 21. August 1913 in Grünhoff, Ostpreußen; † 2012) war ein deutscher Schauspieler, Hörspiel- und Synchronsprecher.

## Leben und Wirken
Friedrich Wilhelm Curd Carl Graf Bülow von Dennewitz war der Sohn von Dietrich Graf Bülow von Dennewitz und dessen Frau Alice geb. von Kamptz. Von Bülow ließ sich in München zum Schauspieler ausbilden und trat nach seinem Debüt in Ingolstadt (bis 1938), anschließend an Theatern in Dresden, München und Gotha (Kriegsjahre bis 1944) auf. Seine Nachkriegsaktivität startete von Bülow in Freiburg. Später schloss er sich dem Ensemble des Südwestfunks in Baden-Baden an. Seit 1957 wirkte der Wahl-Freiburger Friedrich Graf von Bülow auch in einer Reihe von Fernsehfilmen mit und arbeitete als Hörspiel- und Synchronsprecher. In seinen Fernsehfilmen spielte von Bülow zumeist Honoratioren und gewichtige Persönlichkeiten: Gerichtsvorsitzende, Mediziner, Studienräte und Direktoren. Wann er verstarb, ist unbekannt.

## Filmografie (Auswahl)
- 1957: Mrs. Cheyneys Ende
- 1957: Ihr 106. Geburtstag
- 1958: Mein Sohn, der Herr Minister
- 1958: Die chinesische Mauer
- 1960: Der Teufel ist los
- 1961: Onkel Harry
- 1963: Der Klassenaufsatz
- 1964: Sechs Stunden Angst
- 1965: Ankunft bei Nacht
- 1966: Zwei Herren aus Verona
- 1969: Fragestunde
- 1969: Schrott
- 1970: Recht oder Unrecht (zwei Folgen)
- 1972: Tod im Studio
- 1974: Zwangspause
- 1976: Die Unternehmungen des Herrn Hans (Fernsehserie)
- 1977: Achsensprung
- 1978: 1982: Gutenbach
- 1979: Gesundheit
- 1979: Erzählung eines Unbekannten
- 1980: Achtung Zoll! (Fernsehserie, eine Folge)

## Hörspiele (Auswahl)
Die ARD-Hörspieldatenbank enthält (Stand: Juni 2022) für den Zeitraum von 1950 bis 2008 insgesamt 480 Datensätze, in denen Friedrich von Bülow als Sprecher geführt wird.
- 1958: Fred Hoyle: Die schwarze Wolke (Smith) – Regie: Marcel Wall (Hörspielbearbeitung, Science-Fiction-Hörspiel – SWF)